# TV Monaco
TV Monaco est une chaîne de télévision nationale généraliste francophone de service public monégasque inaugurée le 1er septembre 2023 par le prince souverain Albert II de Monaco en présence de la princesse Charlène de Monaco. La chaîne monégasque est financée par l’État monégasque et fait partie du réseau international TV5 Monde. Ayant pour ambition de promouvoir les événements, la culture et l'actualité de la principauté de Monaco et de la Riviera, souhaitant rayonner au delà de ses frontières, « de Gênes à Perpignan ». La chaîne émet localement en télédiffusion numérique terrestre et en clair, sur le canal numéro 35 de la TNT ainsi que par satellite, couvrant l'Europe continentale ainsi que l'Afrique du nord et le Moyen-Orient. De plus, TV Monaco est retransmise par IPTV dans les offres télévisuelles des principaux opérateurs internet français ainsi que sur la plateforme YouTube.

## Histoire
La première chaîne de télévision monégasque sous le nom Télé Monte-Carlo est inaugurée le 19 novembre 1954, jour de la fête nationale monégasque, par le prince Rainier III. Elle est la deuxième chaîne de télévision privée en Europe, après Télé Saar lancée en février de la même année. Ces antennes sont toutes deux la propriété de la société du Prince Rainier III et du Français Charles Michelson, Images et Son.
Le 5 août 1974, officiellement créée pour répondre aux besoins de la forte communauté italienne installé en Principauté, une version italienne de Télé Monte-Carlo est mise en ondes, émettant depuis Monaco.
À partir d'octobre 1993, la principauté de Monaco ne bénéficie plus de son propre journal télévisé quotidien consacré à l’actualité de Monaco, en raison de la reprise par le bouquet MultiThematiques et les offres payantes du groupe Canal+, de la chaîne Télé Monte-Carlo, en situation difficile. La principauté crée alors en 1995 la chaîne locale de proximité Monaco Info. 
Le 9 juin 2016, le Groupe TF1 rachète à la principauté de Monaco, l'unique participation de 20 % qu'elle détient encore dans TMC et devient ainsi le seul propriétaire de la chaîne. Le groupe TF1 précise que « Ce rachat va s’opérer via un échange d’actions qui permet à la Principauté de faire son entrée au capital du premier groupe privé de télévision en France. Monaco détiendra ainsi 1,1 % de TF1 » et que « Cette transaction ne modifie en rien le fonctionnement actuel de la chaîne TMC, dont le siège et les activités se trouvent à Monaco ».
En 2021, le projet d'une nouvelle chaîne publique monégasque est progressivement développé. Initialement nommée Monte-Carlo Riviera (MCR), la chaîne doit relayer la communication internationale de la Principauté, après le départ des studios de RMC à Paris en 2002 puis du rachat de 100 % de TMC par le groupe TF1 en juin 2016.
TVMonaco est membre des télévisions du réseau international francophone TV5 Monde depuis la fin 2021, et elle produit actuellement 52 émissions annuelles pour la chaîne francophone internationale. La déclinaison européenne de la chaîne TV5 ajoute alors le nom de Monaco à sa dénomination et devient TV5 Monde France, Belgique, Suisse, Monaco en décembre 2021.
TVMonaco est membre de Monaco Média Diffusion, la société de diffusion qui représente Monaco auprès de l'Union européenne de radio-télévision (UER). Depuis mars 2024, TVMonaco est membre à part entière de l'UER.
En juin 2025, TV Monaco annonce une version Android de son application de visionnage en direct et de rattrapage des émissions. Cette version vient s'ajouter à la version iOS existante.

## Lancement et soutiens

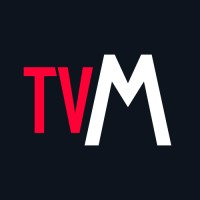
Logo alternatif de TV Monaco, exploité sur les réseaux sociaux

L'ambition de TV Monaco vise « à faire rayonner à l’international la principauté » et souhaite se distinguer de la programmation locale de Monaco Info, leur rédactions restant distinctes.
Le lancement de la chaîne initialement prévu initialement pour 2021 puis repoussé mi-2022 et enfin mi-2023, est finalement réalisé à la rentrée 2023, en même temps qu'un changement de nom de la chaîne qui devient TV Monaco. Le lancement a lieu en présence du prince Albert II, le 1er septembre à 19 h 15 (en réalité 19 h 20), après deux ans de mise en place, dont les neuf derniers mois de manière plus intense. Chaque organisme public de télévision composant TV5 Monde, ainsi que France 24, a aidé la chaîne à se construire : 
- la technique a été apportée avec la RTBF ;
- la gouvernance s'est bâtie avec la RTS ;
- tandis que Radio-Canada et TV5 Monde ont apporté leur appui concernant le contenu.

## Financement
La chaîne a coûté 13,5 millions d'euros pour son lancement, et son financement annuel s'élève à 15 millions d'euros.

## Structure et relais
La chaîne est installée dans l'immeuble Le Triton à Fontvieille et emploie 48 salariés, dont 30 journalistes.
Elle a reçu l'appui de Jacques Legros et de Thibault Malandrin pour sa mise en place.
La chaîne a pour objectifs de parler : environnement, actualité, sport et art de vivre, et a pour slogan « Regardez, ça n'a rien à voir ».
La chaîne veut s'appuyer sur les réseaux de TV5 et de France 24. Démarrant avec surtout des programmes achetés, l'objectif est d'avoir toujours plus de contenu propre en ayant sa propre identité.

## Direction
- Nathalie Biancolli, directrice générale[19]
- Salim Seghdar, directeur général jusqu'au lancement de la chaîne[20]
- Marie-Pierre Gramaglia, présidente du conseil d'administration
- Sylvain Bottari, directeur de la technologie et de l'antenne
- Sofian Biouti, directeur de la communication, marketing et digital
- Nadia Morin, directrice des droits à l'antenne et des ventes
- Pierre Classen, directeur des sports
- Frédéric Cauderlier, rédacteur en chef[21]

## Émissions
Trois productions propres sont diffusées, :
- Ça va l'faire ! le matin à 8h 00
- L'actu le soir à 19 h 15
- Ça matche le week-end à 18 h 15, consacrée au sport.

Pour la météo (La Mouétéo), les images satellites proviennent de France 24 et la voix off est celle d'une mascotte, une sorte de mouette baptisée Monacoco.

## Diffusion
A Monaco, la chaîne est accessible sur le service universel (réseau câblé), canal 1 et via Monaco Telecom (MTTV/LaBox), canal 9.
Elle est également présente sur la télévision numérique terrestre aux côtés de Monaco Info, depuis l'émetteur du mont Agel (canal 35 UHF), et visible dans les Alpes-Maritimes et l’Est-varois de Menton à Bormes-les-Mimosas.
En France — via les box des opérateurs internet du pays comme myCanal, Freebox, Orange, SFR et Molotov —
Dans les pays francophone (Suisse, Belgique, etc.) via myCanal et sur Canalsat (canal 125).
Par satellite en Europe via Astra 1M (19.2 E) et au Moyen-Orient et Afrique du Nord depuis MonacoSat-1 (52.0 E). Et prochainement par satellite aux États-Unis et en Asie, voire en Afrique.
Sur Internet, le direct de la chaîne est disponible sur son site web officiel.

## Polémiques
La chaîne est critiquée par la CGC des Médias qui  prévient contre une "chaîne du prince" qui serait le fait du prince (Albert II), la composition hétérogène de la rédaction soulevant des doutes sur son indépendance et sa crédibilité.